# Geografia Somalii

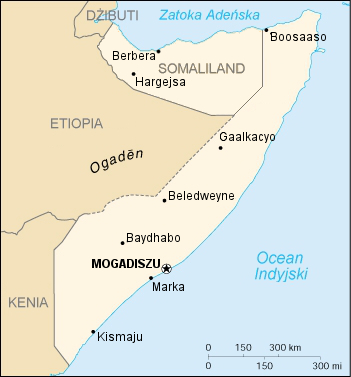
Mapa Somalii

Somalia jest średniej wielkości krajem położonym w Afryce Wschodniej na obszarze Rogu Afryki, nad Oceanem Indyjskim.

## Powierzchnia, położenie i granice
Powierzchnia – 637 657 km², kraj dwukrotnie większy od Polski
Skrajne punkty – północny 11°35'N, południowy 1°45'S, zachodni 42°45'E, wschodni 51°25'E. Rozciągłość południkowa wynosi 1540 km, a równoleżnikowa 1050 km.
Średnia szerokość kraju (pas północny wschód – południowy zachód) wynosi około 300 km, a długość około 1700 km. Północna część kraju (pas wschód-zachód nad Zatoką Adeńską) jest szeroka na około 270 km i długa na około 870 km. Kraj jest więc kształtem zbliżony od litery „V”, gdzie jej dolna część to „czubek” Rogu Afryki.
Somalia leżąc w Rogu Afryki jest oblewana przez wody Oceanu Indyjskiego od wschodu i Zatoki Adeńskiej od północy, od zachodu zaś graniczy z Wyżyną Abisyńską.
Somalia graniczy z następującymi państwami:
- Dżibuti – 58 km
- Etiopia – 1626 km
- Kenia – 682 km

Linia brzegowa liczy 3025 km długości.

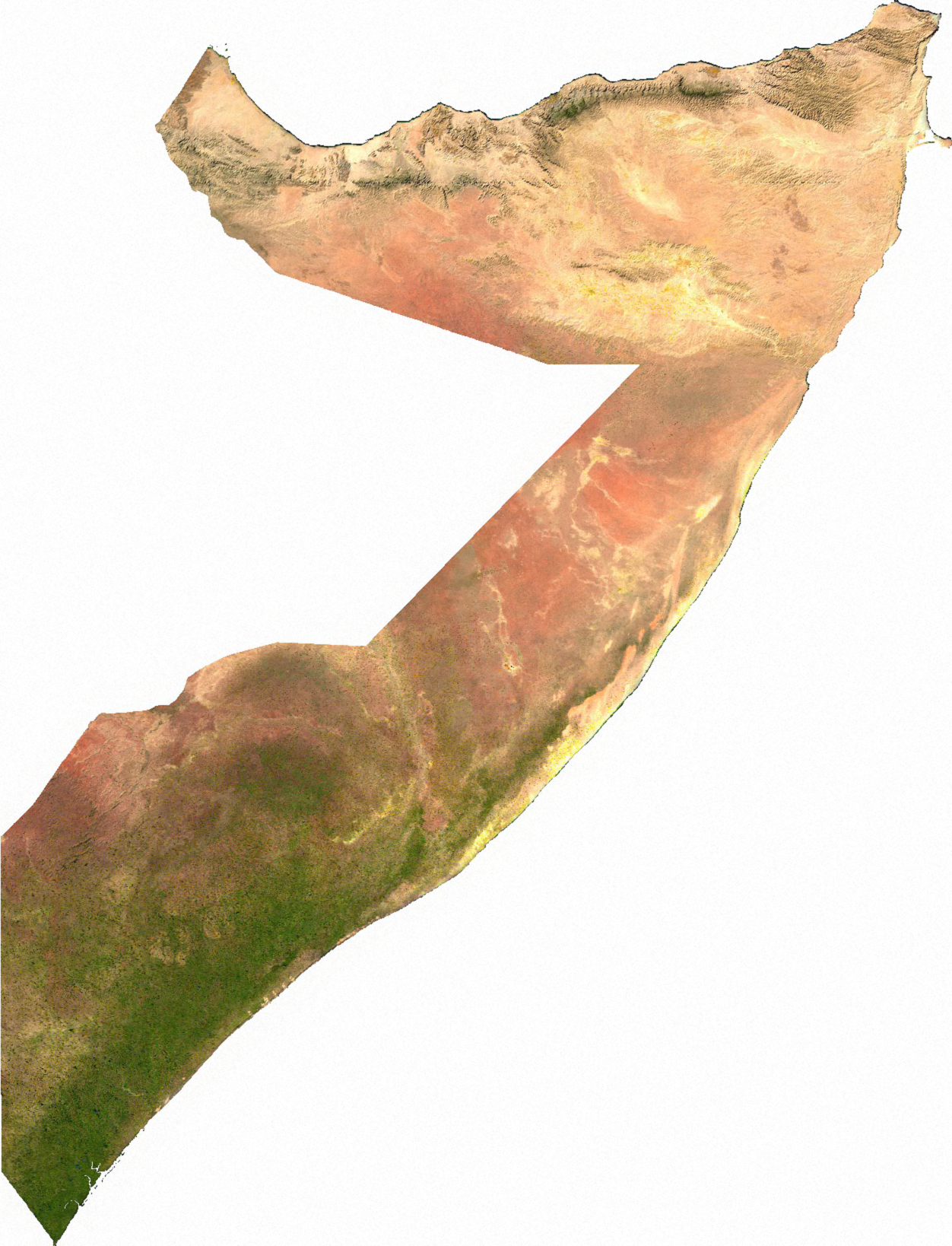
Mapa satelitarna Somalii

## Budowa geologiczna i rzeźba

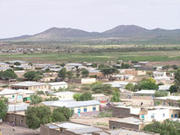
Góry w północnej Somalii

Somalia leży na archaicznej tarczy krystalicznej, w większości przykrytej skałami osadowymi z okresu mezozoicznego i kenozoicznego. Obszar kraju jest podzielony na część wyżynną i nizinną.
Obszar nadbrzeżny rozszerzający się w kierunku południowym to Nizina Nadbrzeżna, która stopniowo zanika w kierunku północnym przechodząc w Wyżynę Somalijską. Wyżyna zajmuje głównie północny pas kraju i niewielki skrawek północnej części pasa (północny wschód – południowy zachód) biegnącego wzdłuż Oceanu Indyjskiego. Nizina Nadbrzeżna zajmuje zdecydowaną większość owego pasa. Jednak obszary leżące w pobliżu Etiopii przechodzą w obszary wyżynne o wysokości 400 – 600 m n.p.m.
Średnia wysokość kraju wynosi około 400 m n.p.m. Wyżyna Somalijska zajmująca północny pas kraju to obszar wznoszący się na 500 do 1500 m n.p.m. Region ten rozcięty jest uedami i w wielu miejscach ma postać gór dochodzących do 2400 m n.p.m. Najwyższy szczyt kraju Shimbiris wznosi się na 2450 m n.p.m. Najwyższe masywy zajmują północne krańce Somalii i przechodzą na północny stromymi krawędziami w bardzo wąską nizinę nadbrzeżną wzdłuż Zatoki Adeńskiej.
Linia brzegowa kraju jest bardzo słabo urozmaicona zwłaszcza wzdłuż Oceanu Indyjskiego, pozbawiona zatok i półwyspów. Wybrzeże kraju w południowej i środkowej części kraju jest stosunkowo płaskie i piaszczyste. Dalej na północ stopniowo przechodzi w bardziej skaliste i kamieniste, aż w końcu na północy ma postać urwistej i klifowej formacji, pozbawionej plaż i wydm.

## Klimat
Somalia leży w większości w strefie klimatu podrównikowego. Także obszary na południe od stolicy kraju Mogadiszu są nacechowane klimatem podrównikowym, mimo iż leżą na równiku. Północne krańce Somalii, mniej więcej od 9°N, przechodzą w klimat o typowych cechach zwrotnikowych.
Klimat Somalii charakteryzuje się dużą suchością i występowaniem dwóch pór deszczowych, oraz monsunową zmianą kierunków wiatru. Wiatry monsunowe wiejące latem znad Oceanu Indyjskiego nie przynoszą opadów, zimą zaś wiatry wiejące znad Półwyspu Arabskiego są suche i także nie przynoszą opadów. Te dwa okresy rozdzielone są dwiema krótkimi porami deszczowymi. Łączna długość pór z opadami wynosi do czterech miesięcy. Deszcze padają najpierw w okresie kwiecień-maj, a następnie w okresie listopad-grudzień.
Na południu średnia roczna wysokość opadów wynosi około 700 mm. Północ kraju otrzymuje jedynie 50 mm. W samej stolicy te wartości ledwie osiągają 500 mm, utrzymując się średnio na poziomie 430 mm. Jest to główna poza wojną przyczyna ubóstwa kraju i wysokiej śmiertelności. Wielu ludzi żyje bez dostępu do bieżącej wody.
Termicznie Somalia jest zaliczana do krajów o klimacie gorącym – średnia temperatura roczna nie spada poniżej 15 °C. Wyjątek mogą stanowić wyższe partie gór, gdzie zimą temperatury mogą spadać poniżej 10 °C. Generalnie jest wszędzie gorąco przez cały rok, a na północy upalnie. Północna część kraju w najchłodniejszym miesiącu lutym cechuje się temperaturami rzędu 25 °C, w sierpniu około 30 °C, przy czym w ciągu dnia występują upały ponad 40 °C. Na południu jest nieco łagodniej. Izotermy mają przebieg zbliżony do równikowego.

## Wody

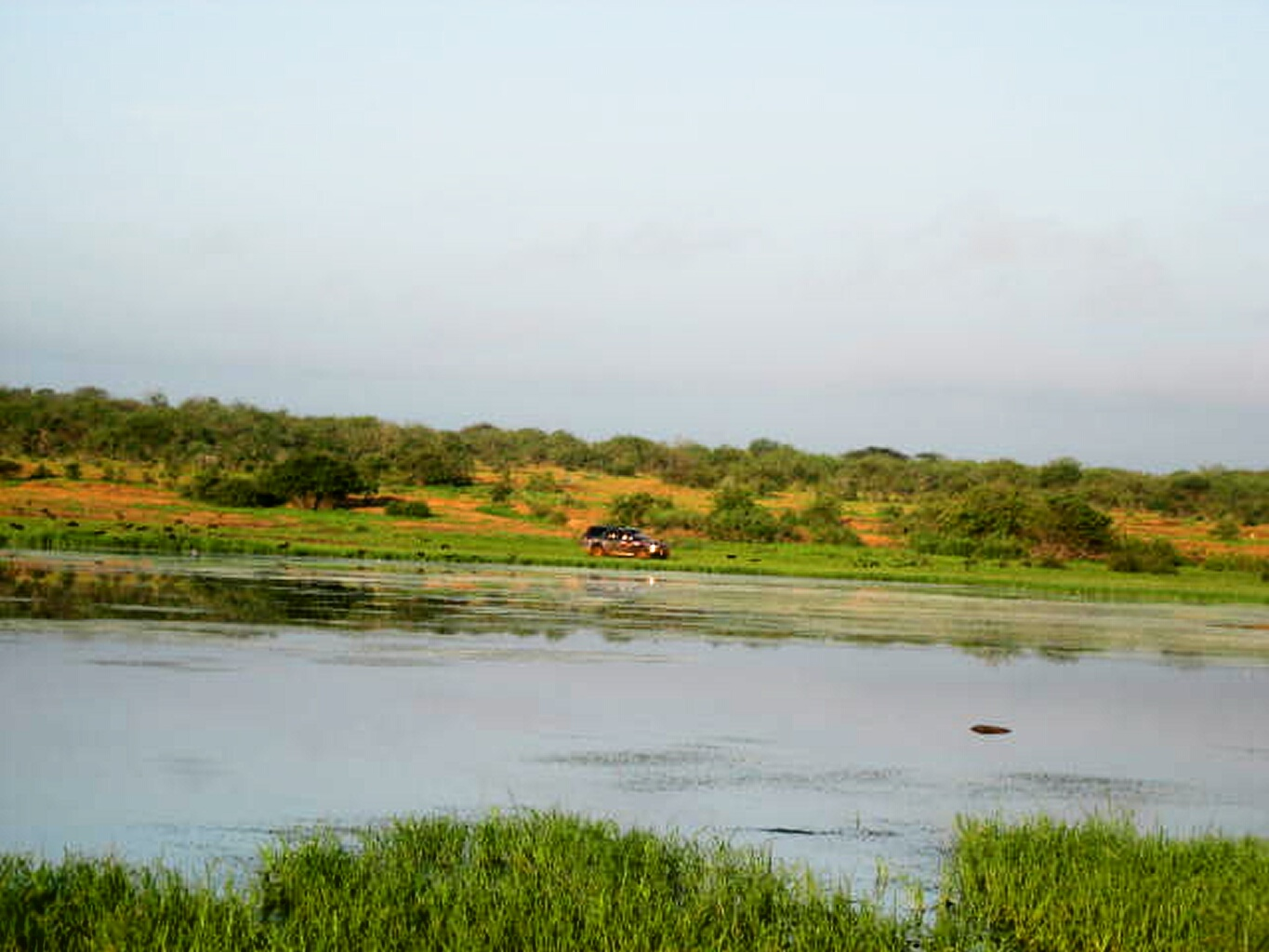
Rzeka Dżuba

Sieć rzeczna kraju jest słabo rozwinięta ze względu na suchy klimat. Występują dwie główne rzeki stałe – Dżuba i Uebi Szebelie, które biorą swój początek na Wyżynie Abisyńskiej i dzięki temu nie wysychają. Somalia leży w obszarze zlewiska Oceanu Indyjskiego i częściowo Zatoki Adeńskiej.
Zdecydowana większość rzek to rzeki okresowe, których koryta wypełniają się wodą tylko w czasie deszczów. W północnej części kraju występują suche uedy, którymi raz na kilka lat płynie woda. Występują tam głównie rzeki epizodyczne, których większość w okresie deszczów uchodzi do Zatoki Adeńskiej, a pozostałe do Oceanu Indyjskiego. W Somalii nie ma jezior, ani obszarów bagiennych. Jedyne niewielkie obszarowo podmokłe tereny występują w dolinach rzek Uebi Szebelie i Dżuby.
Brak wód powierzchniowych spowodowanych suchością klimatu i częstymi katastrofalnymi suszami sprawia, że kraj ten cierpi na duży niedostatek wody pitnej.

## Gleby
Gleby w Somalii są ubogie, większa część kraju pokryta jest piaszczystymi yernosolami. Wiele terenów na północy zajętych jest przez powierzchnie wydmowe i żwirowe, oraz góry, na których nie ma warstwy glebowej. Jedynie na południu występują wertisole, które także cechują się niskim poziomem żyzności. Są one poddawane procesom erozji wywołanej przez zmienny cykl opadowy.

## Flora
Szata roślinna kraju jest uboga. Większość kraju porośnięta jest suchymi odmianami sawann, porośniętych rzadko akacjami i krzewami w środkowej części kraju i nieco bujniejszą roślinnością na południu. W skład roślinności na południu kraju wchodzą także suche sawanny miejscami porośnięte suchymi lasami, głównie w rejonie miasta Kismaju. Lasy na południu kraju zrzucają liście w okresie pory suchej, a trawy wysychają.
Północna część kraju to roślinność charakterystyczna dla terenów pustynnych. Reprezentują ją sucholubne gatunki roślin, kolczaste krzewy i rosnące miejscami niskie akacje oraz suche trawy. W pobliżu wybrzeży częstym gatunkiem są palmy. Nad rzekami stałymi rosną lasy galeriowe.

## Fauna
Świat zwierząt w Somalii jest dosyć bogaty. Najwięcej gatunków zwierząt występuje na południu kraju, na terenach bardziej wilgotnych sawann. Do głównych gatunków zwierząt należą typowe dla sawann gatunki jak: lew, żyrafa, zebra, słonie, hieny, gazele oraz guźce. Nad rzekami żyją krokodyle. Na obszarach drzewiastych występują różne gatunki małp, gdzie głównym przedstawicielem jest pawian. Z ptaków powszechne są strusie, a nad oceanem mewy. Na terenach półpustynnych występują węże i jaszczurki. W wodach Oceanu Indyjskiego żyje wiele gatunków ryb w tym rekiny.
Somalia ma dwa rezerwaty przyrody. Badana-Bushbush na południu kraju przy granicy z Kenią, a drugi rezerwat to Alifuuto w dolinie rzeki Dżuby, który obejmuje podmokłe tereny leżące w rejonie rzeki oraz wilgotną sawannę.